# Bolitoglossa rostrata
Espèce
Synonymes
- Spelerpes rostratum Brocchi, 1883

Statut de conservation UICN

 VU B1ab(iii) : Vulnérable
Bolitoglossa rostrata est une espèce d'urodèles de la famille des Plethodontidae.

## Répartition
Cette espèce se rencontre entre 2 400 et 3 300 m d'altitude, :
- au Guatemala dans la sierra de los Cuchumatanes, sur le volcan Tajumulco et dans les zones d'altitude du département de Totonicapán ;
- au Mexique dans le centre de l'État de Chiapas au Nord-Est de San Cristóbal de las Casas.

## Publication originale
- Brocchi, 1883 : Mission Scientifique au Mexique et dans l'Amérique Centrale, troisième Partie, deuxième Section, Étude sur les Batraciens, livraison 3. Paris, Ministère de l'Instruction Publique.